# Прометей (Поема вогню)

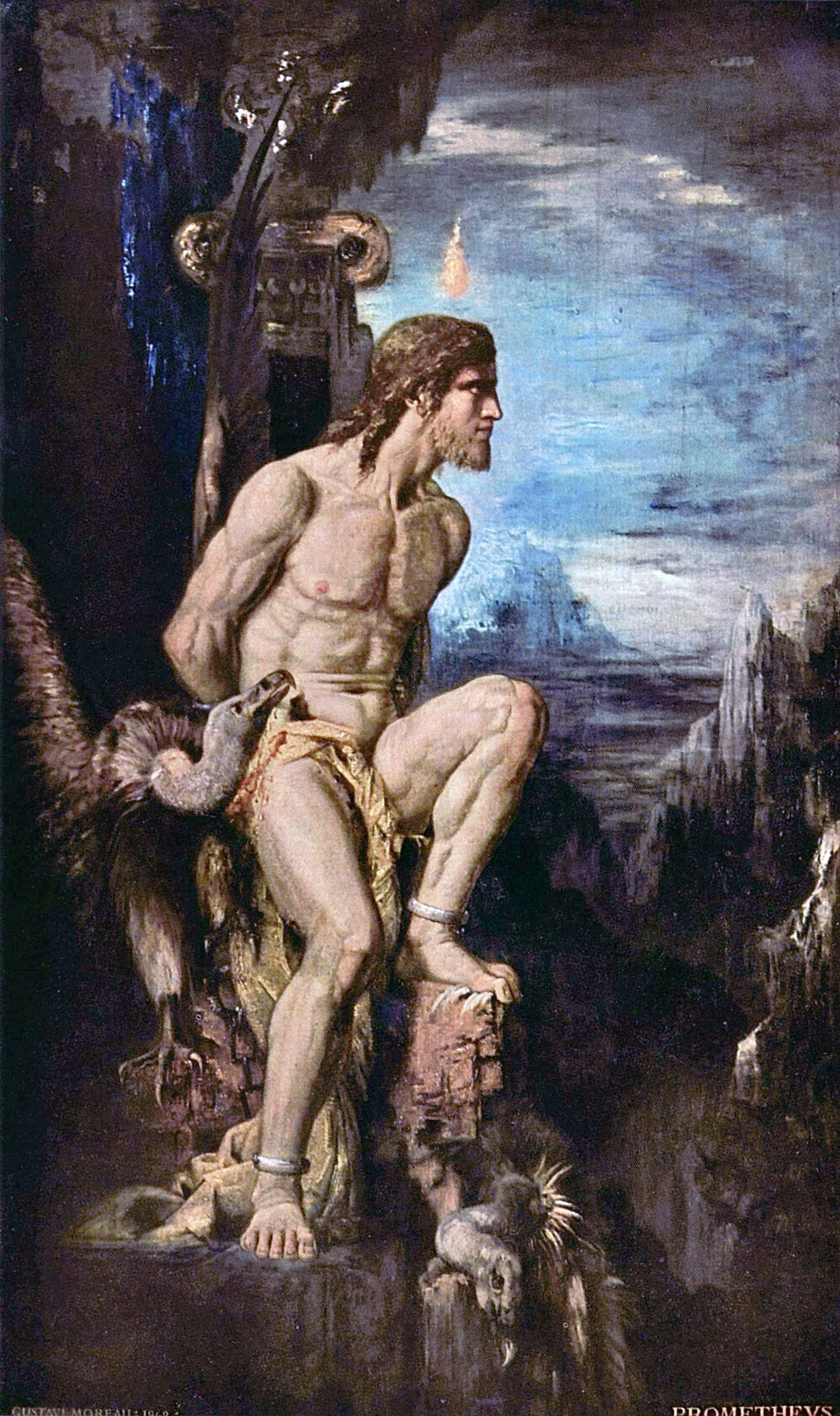
Прометей

Прометей (Поема вогню) (рос. Прометей (Поэма огня)), op. 60 — симфонічна поема Олександра Скрябіна за мотивами міфу про Прометея для фортепіано, оркестру (включаючи орган), голосів (хору ad libitum) і «світлової клавіатури» (італ. tastiera per luce), що являє собою «диск, на який встановлені по колу дванадцять кольорових лампочок з такою ж кількістю вимикачів, з'єднаних проводами. При виконанні музики лампочки блимають різними кольорами». Твір був написаний протягом 1908–1910 років і вперше виконаний 15 березня 1911 року в Москві оркестром під керуванням Сергія Кусевицького; прем'єра пройшла без світлової партії, оскільки апарат не підходив для виконання у великому залі.
Разом зі світловою партією вперше «Прометей» був виконаний 20 травня 1915 року в нью-йоркському Карнеґі-холі оркестром Російського симфонічного товариства під орудою Модеста Альтшулера. Для цієї прем'єри Альтшулер замовив інженеру Престону Міллару новий світловий інструмент, якому винахідник дав назву «хромола» (англ. chromola); виконання світлової партії викликало численні проблеми і було холодно зустрінуто критикою. За повідомленнями тогочасної преси, публічній прем'єрі передувало приватне виконання 10 лютого у вузькому колі обраних цінителів, серед яких були Анна Павлова, Айседора Дункан і Михайло Ельман.
У 1960–70-і роках до виконання твору Скрябіна зі світловою партією знову виник інтерес. У 1962 році, за повідомленням режисера Булата Галеєва, повна версія «Прометея» була виконана в Казані, а в 1965 році на музику Скрябіна був знятий світломузичний фільм. 4 травня 1972 року у лондонському Альберт-холі «Прометей» був виконаний зі світловою партією Лондонським симфонічним оркестром під управлінням Еліакума Шапіри, 24 вересня 1975] року симфонічний оркестр Університету Айови під управлінням Джеймса Діксона вперше виконав поему в супроводі лазерного шоу, установка для якого була сконструйована Лоуеллом Кросом; цей концерт був знятий і змонтований у вигляді документального фільму, а в 2005 році перевипущений на DVD.
Поема також дала назву «прометеєву акорду» — співзвуччу з 6 звуків, що став гармонічним стрижнем твору.
Серед найпомітніших записів «Прометея» — виконання Берлінського філармонічного оркестру під орудою Клаудіо Аббадо (партія фортепіано Марта Аргеріх), Чиказького симфонічного оркестру під орудою П'єра Булеза (соліст Анатолій Угорський), Філадельфійського оркестру під орудою Рікардо Муті (соліст Дмитро Алексєєв), Лондонського філармонічного оркестру під орудою Лоріна Маазеля (соліст Володимир Ашкеназі).